# Thomas Harasser
Thomas Harasser (ur. 13 sierpnia 1990) – austriacki narciarz dowolny specjalizujący się skicrossie. W 2015 roku wystartował na mistrzostwach świata w Kreischbergu, gdzie zajął 38. miejsce. Najlepsze wyniki w Pucharze Świata osiągnął w sezonie 2015/2016, kiedy to zajął 28. miejsce w klasyfikacji skicrossu. Nie startował na igrzyskach olimpijskich.

## Osiągnięcia

### Mistrzostwa świata
| Miejsce | Dzień       | Rok  | Miejscowość | Konkurencja | Zwycięzca    |
| ------- | ----------- | ---- | ----------- | ----------- | ------------ |
| 38.     | 21 stycznia | 2015 | Kreischberg | Skicross    | Filip Flisar |

### Puchar Świata

#### Miejsca w klasyfikacji skicrossu
- sezon 2011/2012: 60.
- sezon 2012/2013: 58.
- sezon 2014/2015: 37.
- sezon 2015/2016: 28.
- sezon 2016/2017:

#### Miejsca na podium w zawodach
1. Val Thorens – 12 grudnia 2015 (skicross) – 2. miejsce